# 1475年
| 千纪： | 2千纪 |
| 世纪： | 14世纪 \| 15世纪 \| 16世纪                                                                                 |
| 年代： | 1440年代 \| 1450年代 \| 1460年代 \| 1470年代 \| 1480年代 \| 1490年代 \| 1500年代                           |
| 年份： | 1470年 \| 1471年 \| 1472年 \| 1473年 \| 1474年 \| 1475年 \| 1476年 \| 1477年 \| 1478年 \| 1479年 \| 1480年 |
| 纪年： | 乙未年（羊年）；明成化十一年；越南洪德六年；日本文明七年                                                   |

## 大事记
- 威廉．卡克斯頓印刷出第一本英文書
- 鄂圖曼帝國穆罕默德二世派遣一支由蓋迪克·艾哈邁德帕夏率領的艦隊奪取克里米亞汗國卡法，留居卡法的克里米亞大汗明里·格來被俘虜，兩年後克里米亚汗国成为鄂圖曼苏丹的封臣。
- 印度尼西亞爪哇島東北部的淡目地方長官拉登·帕塔從信奉印度教的滿者伯夷獨立，建立信奉伊斯蘭教的淡目國。
- 葡萄牙國王阿方索五世與卡斯蒂利亞國王恩里克四世的女兒結婚，因而覬覦卡斯蒂利亞王位。

## 出生
- 3月6日——米开朗基罗，意大利画家和雕塑家（1564年逝世）
- 12月11日——教宗良十世（1521年逝世）